# Pink Floyd – The Wall
Pink Floyd – The Wall ist die Verfilmung des Konzeptalbums The Wall von Pink Floyd und wurde 1982 von Alan Parker mit Bob Geldof in der Hauptrolle gedreht.
Der Film erzählt die Geschichte des Rockmusikers Pink, der sich gedanklich mit seiner eigenen Situation auseinandersetzt. Der Film folgt keiner stringenten Handlung, vielmehr lässt er Erinnerungen, Vorstellungen, Ängste und Träume des Protagonisten entweder Revue passieren, oder in Form von Comicstrips, kürzeren Szenen, Einspielfilmen und Videoclips sichtbar werden. Der Film ist untermalt mit der Musik von Pink Floyd, die verantwortlich für die Grundidee, den Text und die Musik sind.

## Handlung

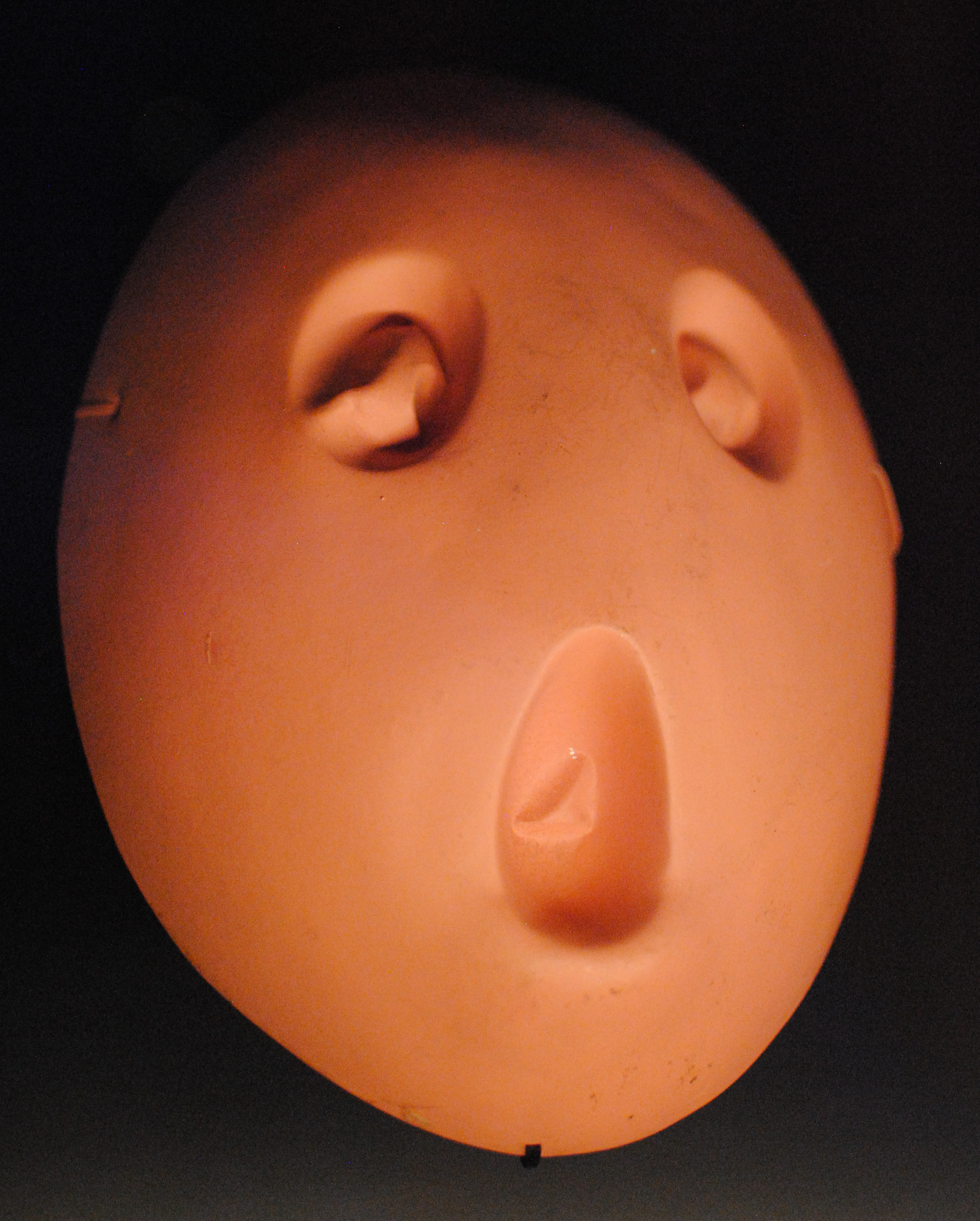
Rohling einer Gesichtsmaske wie sie von Kindern in den Schulszenen getragen wurden.

Pink, der Protagonist von The Wall, ist Musiker einer Rockband, lebt abwechselnd in Wohnwagen oder Hotelzimmern in Los Angeles, und hängt seinen Gedanken nach. Dabei wird das Verhältnis zu seinem Vater beleuchtet, der durch einen Luftangriff im Zweiten Weltkrieg ums Leben kam, sowie die Beziehung zu seiner Mutter, die in übertriebener Fürsorglichkeit in Szene gesetzt ist. Seine Ehe droht zu zerbrechen, da seine Frau sich in einen anderen verliebt und mit diesem schläft, dabei wird in assoziativen Bildschnitten ein Verhältnis zur Mutter einerseits und zur Ehefrau andererseits hergestellt. Pink scheint zu vereinsamen, er konsumiert Drogen und bekommt von seinem Arzt Beruhigungsmittel verschrieben, die vor allem helfen, dass Pink die Auftritte mit der Band überhaupt machen und durchstehen kann. Als Folge daraus phantasiert er sich in einen diktatorischen Herrscher nach nationalsozialistischem Vorbild und findet sich schließlich als Angeklagter in einem Weltgericht wieder, in dem das gesamte Personal seiner Erinnerung wieder auftaucht, quasi als Rückblende des Lebens. Nach dem Auftritt der verschiedenen Bezugspersonen (Mutter, Lehrer, Ehefrau) als Zeugen der Anklage wird vom Vorsitzenden Richter der Urteilsspruch verkündet: Die Mauer, die Pink um sich herum aufgebaut hat, wird gesprengt und damit niedergerissen.
Es taucht immer wieder das Motiv der Mauer auf als Sinnbild von Vereinsamung, Abkapselung und Eingesperrtsein. Sie soll auch das Fehlen sozialer Kontakte verdeutlichen. Die Mauer im Kopf führt schließlich zum Wahnsinn, zum klinischen Fall für die Nervenheilanstalt, ein Fall für den Psychiater. Letzten Endes führt es zu Pinks absoluter Sprachverweigerung. In kurzen Sequenzen tauchen immer wieder Kindheitserinnerungen auf, darin kommen Personen seines Lebens vor, der Lehrer in Another Brick in the Wall, Part Two, der Arzt in Mother und Comfortably Numb, die Mutter und die Ehefrau in Mother. Dabei fällt eine Diskrepanz auf zwischen der Unberührtheit, dem Frieden, der Stille der Kindheitserinnerungen, und der Übermächtigkeit der Erwachsenenwelt, wobei die Erwachsenen vor allem als Eltern, Erzieher (Lehrer), Ärzte oder Geliebte und/oder Autoritätspersonen erscheinen, die dann als Bezugspersonen fungieren. Mit der Kindheit hört, folgt man der Aussage des Films, ein friedfertiges, behütetes, angenehmes, vielleicht gerechtes Leben auf.

## Hintergrund
Die Hauptfigur Pink trägt Charakterzüge von Syd Barrett, einem Gründungsmitglied von Pink Floyd, auf den viele Texte der Band referieren. Allerdings lassen sich die meisten Realitätsbezüge, wie zum Beispiel der Kriegstod des Vaters oder die überfürsorgliche Mutter, auch die zerbrechende Ehe, auf den (zu dieser Zeit) sehr autoritär in die Produktion eingreifenden Bassisten Roger Waters zurückführen. Später behaupteten viele Quellen, Waters habe die Band lediglich dazu verwendet, mit „The Wall“ (Album) seine eigene Lebensperspektive beschreiben zu können. Dies lässt sich jedoch nicht gänzlich belegen, denn Pink trägt, so einige Fans der Band, sogar Charakterzüge des Pianisten Richard Wright.
„Pink Floyd“ waren letztendlich nicht die ausführenden Produzenten des Films, obwohl Idee, Musik und einiger kreativer Input von ihrer Seite kamen.

## Kritiken
„Grell-monströse Illustrationen zum gleichnamigen Rock-Oratorium der englischen Popgruppe Pink Floyd: Ein Rockmusiker durchlebt in einem Hotelzimmer in Los Angeles Stationen seiner tristen Kindheit, seines gescheiterten Privatlebens und seiner steilen Karriere. Die visionären Fragmente seines Deliriums fügen sich zu einer Mauer, die ihn in völliger Kommunikationsunfähigkeit einschließt. Auf optische wie akustische Reizüberflutung angelegt und mit unausgegorenen Symbolismen überladen, beeindruckt der wirre Film allein durch die konsequente Verbindung von Musik und Bild im Stil moderner Videoclip-Ästhetik.“

„Realität und Phantasie mischen sich immer weiter ineinander: […] Ein symbolischer Abschluß […] entläßt den Zuschauer, je nach Fassungsvermögen überwältigt oder erdrückt, aus einer Flut surrealer Sequenzen […] Alan Parker praktiziert hier die Überladung der Sinne in einer Perfektion, gegen die sich Ken Russell wie ein Adept dritten Grades ausnimmt. Rapide folgen die Schnitte aufeinander, der Dialog beschränkt sich auf ein Minimum, die Songs sprechen für sich. Auch technisch nützt der Film die Ressourcen des Kinos in höchstem Maß, es ist beinahe ein Muß, The Wall in der 70-mm-Dolby-Fassung zu sehen. Die Schauspieler kommen in der Kakophonie des Lichts recht gut weg: Bob Geldof etwa, der Leadsänger der Boomtown Rats, schöpft aus eigener Erfahrung und macht Pink zu einer verstörenden Figur. […] The Wall ist auch ein Film, der beim Sezieren mit dem Kritikmesser wie eine schillernde Seifenblase zerplatzt; den man entweder als extravaganten Audiovisionstrip akzeptiert oder als sinnlosen und sinnbeleidigenden Mischmasch ablehnt. Verfilmung der gleichnamigen Pink-Floyd-LP: Ein Rockmusiker am Rande des Wahnsinns treibt in den Halluzinationen seiner Ängste, Sehnsüchte und Erinnerungen und bewältigt sie zum Schluß. Die aufgebaute Schutzmauer bricht zusammen. Eine technisch brillante Kakophonie aus Licht und Ton überschüttet hier den Zuschauer und beraubt ihn jeglicher Möglichkeit der Verarbeitung des Gesehenen. So kaschiert der Film gekonnt seinen Mangel an echter Relevanz, eine Analyse im Nachhinein versucht man besser nicht.“